# كيروف (مقاطعة كالوغا)
كيروف، كالوغا أوبلاست (بالروسية: Киров) هي إحدى مدن روسيا تقع في الكيان الفدرالي الروسي مقاطعة كالوغا.